# Хатиссопели
Хатиссопели (груз. ხატისსოფელი) — село в Грузии, на территории Болнисского муниципалитета края (мхаре) Квемо-Картли.

## География
Село находится в юго-восточной части Грузии, в долине реки Болнисисцкали, на расстоянии приблизительно 4 километров (по прямой) к юго-востоку от города Болниси, административного центра муниципалитета. Абсолютная высота — 566 метров над уровнем моря.

## Население
По результатам официальной переписи населения 2014 года в Хатиссопели проживало 387 человек (192 мужчины и 195 женщин). В национальной структуре населения грузины составляли 93,3 %, азербайджанцы — 4 %, армяне — 2,7 %.
| Год  | Население, человек |
| ---- | ------------------ |
| 2002 | 480                |
| 2014 | ↘ 387              |